# Фолл-Біч (Теннессі)
Фолл-Біч (англ. Fall Branch) — переписна місцевість (CDP) в США, в округах Вашингтон, Грін і Салліван штату Теннессі. Населення — 1248 осіб (2020).

## Географія
Фолл-Біч розташований за координатами 36°24′58″ пн. ш. 82°37′27″ зх. д. / 36.41611° пн. ш. 82.62417° зх. д. (36.416150, -82.624186).  За даними Бюро перепису населення США в 2010 році переписна місцевість мала площу 11,70 км², уся площа — суходіл.

## Демографія
Згідно з переписом 2010 року, у переписній місцевості мешкала 1291 особа в 547 домогосподарствах у складі 386 родин. Густота населення становила 110 осіб/км².  Було 605 помешкань (52/км²).
Расовий склад населення:
| - 98,5 % — білих - 0,2 % — корінних американців - 0,2 % — чорних або афроамериканців - 0,2 % — азіатів |

До двох чи більше рас належало 0,7 %. Частка іспаномовних становила 0,2 % від усіх жителів.
За віковим діапазоном населення розподілялося таким чином: 20,1 % — особи молодші 18 років, 62,9 % — особи у віці 18—64 років, 17,0 % — особи у віці 65 років та старші. Медіана віку мешканця становила 43,6 року. На 100 осіб жіночої статі у переписній місцевості припадало 103,3 чоловіків;  на 100 жінок у віці від 18 років та старших — 99,0 чоловіків також старших 18 років.
Середній дохід на одне домашнє господарство  становив 56 512 долари США (медіана — 46 906), а середній дохід на одну сім'ю — 67 048 доларів (медіана — 55 667). За межею бідності перебувало 10,9 % осіб, у тому числі 25,7 % дітей у віці до 18 років та 0,0 % осіб у віці 65 років та старших.
Цивільне працевлаштоване населення становило 594 особи. Основні галузі зайнятості: виробництво — 29,1 %, освіта, охорона здоров'я та соціальна допомога — 28,1 %, мистецтво, розваги та відпочинок — 8,6 %, публічна адміністрація — 7,6 %.